# Philippe Henry
Philippe Henry (Charleroi, 23 april 1971) is een Belgisch politicus voor Ecolo.

## Carrière
In 1995 behaalde Henry de graad van burgerlijk ingenieur in de elektrotechniek en de werktuigkunde aan de Universiteit Luik, twee jaar later een master in management aan de hogeschool HEC Liège. Tijdens zijn studies was hij van 1993 tot 1994 voorzitter van de studentenfederatie aan de Universiteit Luik en was hij van 1 juli 1994 tot 1 juli 1995 voorzitter van de FEF, de federatie van Franstalige studenten. In deze functie leidde hij het verzet tegen de grootschalige hervorming van het hoger onderwijs en de financiering van de universiteiten door de Frans Gemeenschapsminister Michel Lebrun, waarbij hij met de steun van de hogescholen en universiteiten een herziening van het onderwijsdecreet wist af te dwingen. Na zijn studies werkte Henry van 1995 tot 1997 als onderzoeker in de robotica aan de Facultés Universitaires Notre-Dame de la Paix in Namen en als assistent aan de Universiteit Luik. Vervolgens was hij van 1997 tot 1999 ingenieur in de toegepaste wetenschappen aan de UCL, waar hij werkte aan het technologische Cesame-project. Daarnaast was Henry in 1996 kortstondig voorzitter van de CJEF, de Franstalige Jeugdraad.
In 1997 trad Henry toe tot de partij Ecolo en werd er actief in de regionale werking voor het arrondissement Luik. Hij droeg bij aan de redactie van het luik rond het jeugdbeleid in het programma van Ecolo voor de verkiezingen van juni 1999. Bij deze verkiezingen werd Philippe Henry voor het arrondissement Luik verkozen in het Waals Parlement en kwam hij zo automatisch ook in het Parlement van de Franse Gemeenschap terecht. Hij zetelde in beide assemblees tot in juni 2004. Zijn parlementaire activiteiten vonden hoofdzakelijk plaats in het Parlement van de Franse Gemeenschap, waar hij zich toelegde op dossiers rond onderwijs en onderzoek en van 1999 tot 2001 secretaris en van 2001 tot 2003 tweede ondervoorzitter was. Daarenboven zetelde hij van 2001 tot 2005 in de raad van bestuur van de Universiteit Luik. Bij de Waalse verkiezingen van 2004 werd Philippe Henry niet herkozen.
In november 1999 stelde hij zich samen met Daniel Burnotte en Marie-Thérèse Coenen kandidaat om federaal secretaris van Ecolo te worden, maar het trio raakte niet verkozen. In juli 2003 werd Philippe Henry kabinetschef van Jean-Michel Javaux, een van de nieuwe federale secretarissen van de partij. In die functie hielp hij mee de werking van de partij te moderniseren en het politieke programma van Ecolo te vernieuwen. Van 2006 tot 2007 was hij politiek directeur van de partij. Daarnaast zetelde hij van 2006 tot 2009 in de gemeenteraad van Sprimont.
In mei 2007 werd Philippe Henry verkozen in het Federaal Parlement van België als lid van de Kamer van volksvertegenwoordigers voor de kieskring Luik. Hij hield er zich bezig met dossiers betreffende energie en mobiliteit en eiste hij een moratorium tegen nieuwe autowegprojecten, zoals de verbinding tussen Cerexhe-Heuseux en Beaufays. In juli 2009 verliet Henry de Kamer en werd hij minister van Milieu, Ruimtelijke Ordening en Mobiliteit in de Waalse Regering-Demotte II. In die functie werkte hij de nieuwe Waalse wetgeving rond territoriale ontwikkeling uit. Een ander belangrijk dossier waaraan zijn kabinet werkte, de actualisering van het gewestelijke ruimtelijk ontwikkelingsplan om verdere stadsuitbreiding tegen te gaan, werd door zijn coalitiepartners echter naar de prullenmand verwezen. Andere verdiensten tijdens zijn ministerschap waren zaken als de herdefiniëring van het wetgevend kader rond windenergie, de goedkeuring van een fietsplan en een klimaatdecreet, de voortzetting van de sanering en herontwikkeling van voormalige industriële sites en het afsluiten van een nieuw contract met de vervoersmaatschappij TEC over openbare dienstverlening.
Op 25 mei 2014 was Philippe Henry lijsttrekker van de Waalse lijst van Ecolo voor het arrondissement Luik. Ecolo leed bij deze verkiezingen een grote nederlaag, maar desondanks wist hij verkozen te geraken in het Waals Parlement en het Parlement van de Franse Gemeenschap. Vanaf juli 2014 zetelde hij tevens in de Senaat als deelstaatsenator. Bij de verkiezingen van mei 2019 was hij lijstduwer van de Waalse Ecolo-lijst voor het arrondissement Luik, maar hij haalde niet genoeg stemmen om herkozen te geraken.
In september 2019 werd Philippe Henry opnieuw Waals minister in de Regering-Di Rupo III. Hij kreeg de bevoegdheden Klimaat, Mobiliteit, Infrastructuur en Energie en werd ook viceminister-president in de Waalse Regering. Hij bleef deze functies uitoefenen tot in juli 2024.